# Calventi
Calventi (en llatí Calventius) va ser un gal del poble dels ínsubres originari de Placentia i dedicat al comerç.
La seva filla es va casar amb Luci Calpurni Pisó Cesoní, el pare de Luci Calpurni Pisó Cesoní que va ser cònsol l'any 58 aC. En el discurs de Ciceró contra aquest cònsol (In Pisonem) li va retreure el baix origen de la seva mare, i l'anomenà Caesoninus Semiplacentinus Calventius.